# محاصره کوراگائو
محاصره کوراگائو (انگلیسی: Siege of Kuragano)، یکی از نبردهای متعددی بود که در طول تلاش تاکدا شینگن برای قدرت در طول دوره سنگوکو انجام شد. قلعه کوراگانو، در ولایت کوزوکه که توسط کوراگانو نائویوکی نگهداری می‌شود، در سال ۱۵۶۱ در محاصره شینگن مقاومت کرد، اما چهار سال بعد سقوط کرد.